# Перше Мая (Нуринський район)
Пе́рше Мая (каз. Первое Мая) — село у складі Нуринського району Карагандинської області Казахстану. Входить до складу Кобетейського сільського округу.
Населення — 86 осіб (2021; 141 у 2009, 223 у 1999, 298 у 1989).
Національний склад станом на 1989 рік:
- казахи — 100 %.

У радянські часи село називалось також Савельєвка.